# Ват, Александр Менделевич
Александр Менделевич Ват (настоящая фамилия Хват, пол. Aleksander Szymon Wat, 1 мая 1900, Варшава — 29 июля (в воспоминаниях жены 29 ноября) 1967, Париж) — польский писатель, поэт и переводчик; один из создателей польского футуризма.

## Биография
Из древней еврейской семьи, среди его предков — Раши и многие выдающиеся деятели еврейской культуры. Отец — Мендель (Бронислав) Михайлович Хват, получивший традиционное еврейское воспитание. Сестра Северина была известной польской актрисой. Учился на филологическом отделении Варшавского университета. В 1919 был одним из устроителей первого польского футуристического выступления. В 1920 дебютировал в печати как поэт. Встречался с Маяковским. Переводил русскую прозу. С конца 1920-х годов был связан с левыми марксистскими кругами. В 1929—1931 главный редактор журнала «Месенчник литерацки», легального органа нелегальной польской компартии. В 1931 был арестован, просидел 3 месяца. Будучи связан с Компартией, Ват поддерживал дружбу с Анджеем Ставаром и помогал ему издавать газеты левой антисталинской направленности, в которых не публиковался сам. Впоследствии эта дружба обсуждалась в СССР после его переезда туда.
В 1939 году, после оккупации Польши нацистами, переехал в Западную Украину, аннексированную СССР. В 1940 был арестован во Львове органами НКВД, осенью 1940 перевезён на Лубянку, летом 1941 в тюрьму в Саратове, в ноябре 1941 освобожден. Впоследствии описал последние месяцы жизни лингвиста-переводчика Е. В. Дунаевского, находившегося в заключении там же. Вместе с женой Паулиной (Олей Ватовой) и сыном был выслан в Казахстан. В Казахстане в 1943 вновь был арестован, но вскоре освобожден. Весной 1946 вместе с женой и сыном вернулся в Польшу (позднее, на основе мемуаров Оли Ватовой, о жизни семьи был снят игровой фильм Роберта Глински «Всё, что самое важное», 1992, см. , получил 4 премии на Польском кинофестивале). В январе 1953 тяжело заболел, в конце 1955 получил разрешение выехать за границу для лечения. В 1957-59 жил в Варшаве. С 1959 снова за границей, с 1963 без гражданства. В 1963-65 находился в Беркли, где Милош записал на магнитофон свои беседы с Ватом, ставшие двухтомной автобиографической книгой Вата «Мой век».
Был по-прежнему неизлечимо и мучительно болен. В июле 1967 во время одного из приступов болезни покончил с собой. Похоронен на кладбище в Монморанси.

## Творчество
Дебютировал в печати стихотворением в 1920. В 1921—1925 был редактором авангардистских журналов «Новое искусство» и «Альманах нового искусства».
Переводил с английского, французского, немецкого, русского языков. Перевёл на польский язык произведения Ф. М. Достоевского («Братья Карамазовы»), Л. Н. Толстого («Анна Каренина»), И. С. Тургенева, А. П. Чехова, И. Г. Эренбурга.
В США, после уговоров и с помощью Чеслава Милоша, записал на магнитофон свои автобиографические беседы с ним, устная книга Мой век, опубликованная первоначально в Великобритании, стала одним из выдающихся памятников литературы изгнания, одной из главных книг столетия её назвал, в частности, Сол Беллоу. Она вышла с тех пор на нескольких языках, в 1990 была издана в Польше, готовится её перевод на русский (см.: ). В Польше издано четыре тома Собрания сочинений Вата, IV том составляет переписка.

## Книги
- Ja z jednej strony i Ja z drugiej strony mego mopsożelaznego piecyka (1920)
- Gga. Pierwszy polski almanach poezji futurystycznej (1920, вместе с Анатолем Стерном)
- Bezrobotny Lucyfer (1927, рассказы)
- Wiersze (1957, премия еженедельника Новая культура)
- Ciemne świecidło (1968, посмертно)
- Mój wiek: pamiętnik mówiony (1977, посмертно; выдержал 14 изданий, не считая переводов)
- Świat na haku i pod kluczem: eseje (1985, посмертно)
- Kobiety z Monte Olivetto (посмертно, 2000)

## Признание
Стихи Вата ценил и переводил Бродский, на английский его поэзию переводил, среди других, Ч.Милош. Монографию о Вате Жизнь и искусство иконоборца (1996) написал Томас Венцлова.

## Публикации на русском языке
- Стихи. Пер.и вступл. Н.Астафьевой/Иностранная литература 1996 № 11
- Стихотворения. Пер. Н.Астафьевой/Новая Польша 2000 № 5
- Стихи. Пер. Н.Астафьевой/ Астафьева Н., Британишский В. Польские поэты XX века. Антология. т. 1. СПб: Алетейя, 2000, с.222-234
- Под замком и на крючке [эссе]/ Предисловие Б.Дубина// Космополис, 2005/2006, № 4(14), с.115-130 ( (недоступная ссылка)